# Muang Phôngsali
Muang Phôngsali är ett distrikt i Laos.   Det ligger i provinsen Phongsali, i den nordvästra delen av landet, 400 km norr om huvudstaden Vientiane.